# Харьковское (Донецкая область)
Харьковское (укр. Харківське) — посёлок в Амвросиевском районе Донецкой области Украины. Находится под контролем самопровозглашённой Донецкой Народной Республики.

## География

#### Соседние населённые пункты по странам света
С: — 
СЗ: Ленинское, Новоеланчик, город Амвросиевка
СВ: Белояровка, Сергеево-Крынка, Нижнекрынское
З: Киселёвка
В: Квашино, Калиновое
ЮЗ: Василевка, Мокроеланчик
ЮВ: Лисичье, Успенка, Выселки, Степное
Ю: Петропавловка

## Население
Население по переписи 2001 года составляло 278 человек.

## Общая информация
Почтовый индекс — 87370. Телефонный код — 6259. Код КОАТУУ — 1420685003.

## Местный совет
87370, Донецкая область, Амвросиевский район, пос. Лисичье, ул. Московская, тел.37-1-36